# Зелёный сад
Зелёный сад (араб. حديقة الحروف‎) — зеленая зона, расположенная в центре города Батна, созданную и спроектированную в 1970-х годах польским ландшафтным архитектором.

## Местонахождение
Зеленый сад расположен в центре города Батна, в районе, носящем то же название, поскольку он всегда зелёный, учитывая его расположение в самой низкой точке коммуны Батна. Он обрамлен улицей Хадж Абдельмаджид Абдессамед на севере, сельскохозяйственным департаментом на северо-востоке и переулком Менасрия на юго-востоке. Попасть туда можно через аллеи Менасрия — единственный вход в сад.

### Водоток
Сад представляет собой аллювиальный конус разливов, вызванных наводнениями, образованный двумя основными вади Тазулт и Бугдан, которые берут начало на возвышенностях к востоку от коммуны Батна и впадают в бассейн через канал вади Гурзи, который остается единственным убежищем для вод всего города.

## История
В 1995 году сад был передан Национальному агентству охраны природы для его восстановления и создания на его территории культурного комплекса. Но проект так и не был реализован.
В 2002 году сад со всеми его сооружениями (ботанические скверы, пирамидальные и горизонтальные кипарисы и т. д.) был передан во владение Национального парка Белезма. 21 марта 2002 года он открыл свои двери для посетителей и имел большой успех. Число посетителей растет с каждым днем и превышает 4000 посетителей в день.
После 2007 года часть садового оборудования была отвлечена от своего назначения, и сад был разделен на две дорожки, был создан бункер.